# Pfarrkirche Oberrabnitz

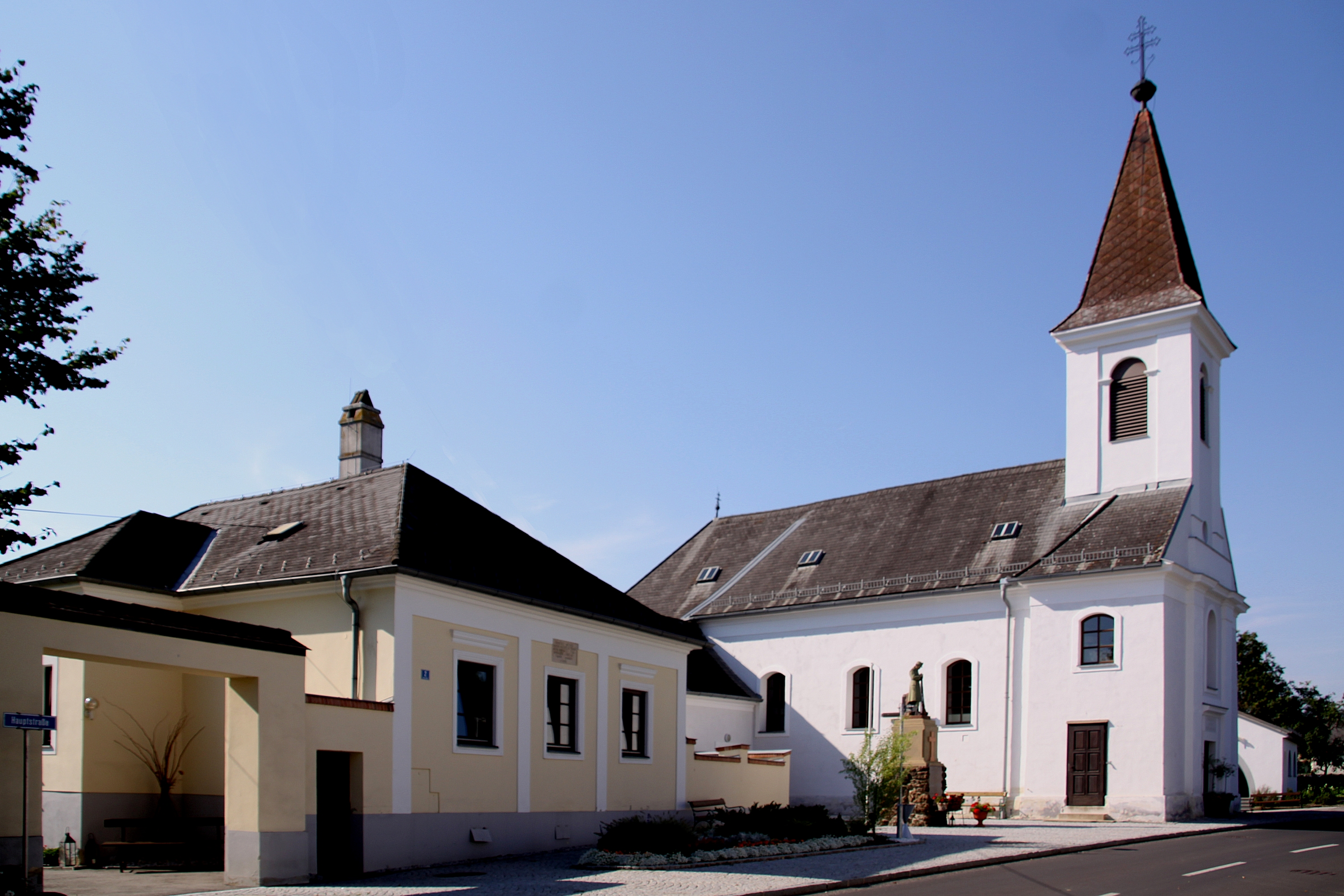
Kath. Pfarrkirche Christi Himmelfahrt in Oberrabnitz

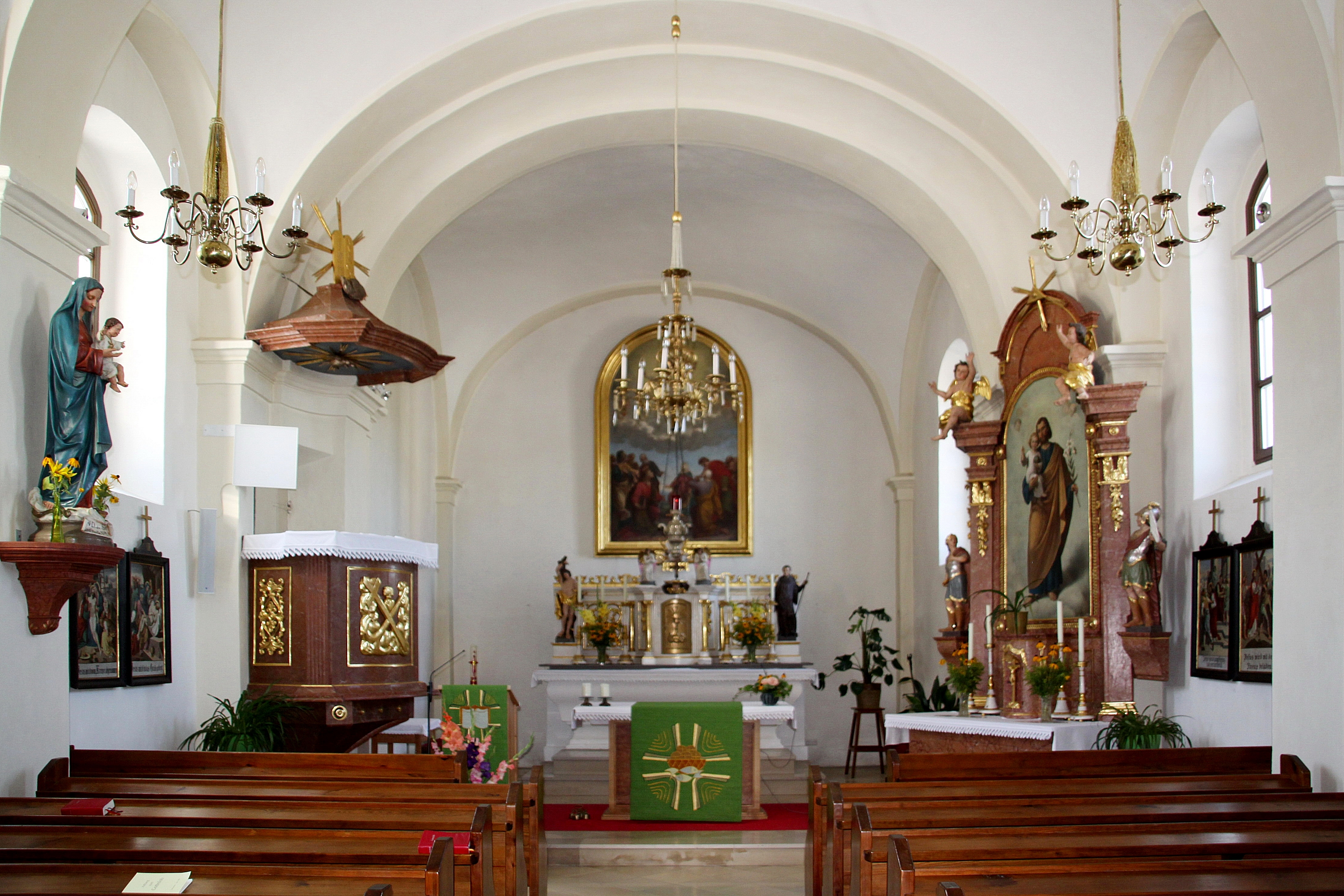
Innenansicht

Die römisch-katholische Pfarrkirche Oberrabnitz steht in der Ortschaft Oberrabnitz in der Gemeinde Draßmarkt im Bezirk Oberpullendorf im Burgenland. Sie ist dem Fest Christi Himmelfahrt geweiht und gehört zum Dekanat Oberpullendorf in der Diözese Eisenstadt. Das Bauwerk steht unter Denkmalschutz.

## Geschichte
Die Pfarre wird 1788 erstmals urkundlich erwähnt. Laut Inschrift über dem Ostportal wurde die Kirche 1837 erbaut, 1971 erfolgte eine Restaurierung.

## Kirchenbau
Kirchenäußeres
Die Kirche ist ein einfacher Bau mit Fassadenturm und eingezogenem quadratischem Chor.
Kircheninneres
Das Langhaus ist dreijochig und durch Gurtbögen unterteilt, die auf Pilastern ruhen. Dazwischen ist schmales  Platzlgewölbe. Der Triumphbogen ist rundbogig.

## Ausstattung
Die Ausstattung im Stil des „verspäteten Barocks“ stammt aus der Bauzeit. Neben dem Tabernakel auf dem Hochaltar stehen Figuren der Heiligen Sebastian und Leonhard. An der Wand ist ein Ölbild, das die Szene „Christi Himmelfahrt“ darstellt. Am linken Seitenaltar ist eine Statue aus dem 18. Jahrhundert. Auf der Kanzel sind die Theologischen Tugenden als Reliefs dargestellt.
Die Orgel aus 1912 mit 7 Registern wurde von den Gebrüder Rieger gefertigt.